# Cryptotriton sierraminensis
Cryptotriton sierraminensis es una especie de salamandra en la familia Plethodontidae.
Es endémica de Guatemala.

## Distribución y hábitat
Fue únicamente encontrado en la Sierra de las Minas, departamento de Zacapa en el oriente de Guatemala.  
Su hábitat natural se compone de bosque nuboso no perturbado. Su distribución altitudinal oscila entre 1700 y 2200 m s. n. m.